# Гостенка от бъдещето
„Гостенка от бъдещето“ (на руски: Гостья из будущего) е съветски детски 5-сериен телевизионен научнофантастичен филм (сега позициониран като телевизионен сериал или мини-сериал ), заснет от режисьора Павел Арсенов в Горки Филмово студио през 1984 г. по фантастичния роман на Кир Буличов "Сто години напред" (1977). Премиерната прожекция на филма се състоя в самото филмово студио през октомври 1984 г., телевизионната премиера се състоя от 25 март до 29 март 1985 г., според Първа програма на Централната телевизия на СССР по време на пролетното училище почивни дни.

## Сюжет
На 13 април 1984 г. шестокласниците Фима и Коля последваха странна жена в стара изоставена къща. След като влезли в къщата, те не намерили жената, но Коля намерил светла стая зад врата в мазето. Без да осъзнава, че това е машина на времето, Коля активира машината и пътува във времето до бъдещето, където среща робота Вертер. Вертер, чистач и регистратор на реликви в Московския институт за време, е влюбен в изследователката Полина, жената, която е преследвана от Фима и Коля. Той каза на Коля, че е 2084 г., сто години по-късно. Уейт трябваше да изпрати Коля в музея, но за да прикрие работните грешки на Полина, той реши да изпрати Коля обратно и в същото време, от съчувствие към романтиците, позволи на Коля да посети бъдещето.
Коля пристигна на космодрума с превозно средство, което приличаше на кола играчка. Той искаше да се качи на всеки полет, за да посети други планети, но случайно стана свидетел на двама извънземни, които изтичаха от товарната кутия на пристигащия космически кораб.Те нападнаха наземния екипаж и се превърнаха в тях. Коля научи от Павел, стар джентълмен, който се срещна веднъж, че космозоологът Селезнев е изобретил устройство, наречено миелофон, което може да се използва за тълкуване на мисленето на всяко животно.Дъщеря му Алиса се отглежда в зоопарка Космос. След като бил нападнат, Павел казал на Коля, че двамата са космически пирати и може би се опитват да откраднат машината за четене на мисли. Коля забърза към зоологическата градина, точно когато пиратите току-що бяха откраднали машината за четене на мисли от Алиса. Със съдействието на приятелите си Коля се сдоби с машина за четене на мисли и избяга в Института за изследване на пространството и времето. Вертер го връща обратно в 1984 г., само за да умре в битка с пиратите. Пиратите също стигнаха до 1984 г., както и Алиса.
Тъй като не е била запозната с трафика преди сто години, Алиса е изпратена в болница при автомобилна катастрофа. Юлия, която живееше в същото отделение, се оказа в един клас с Коля, но проблемът беше, че не знаеше кой от тримата Коля търси. Пиратите не знаят кой притежава машината за четене на мисли, затова се маскират като лекари и влизат в болничната стая на Алиса, за да претърсят. След като видяха дегизировката на пиратите, Алиса и Юлия избягаха от болницата рано сутринта и се върнаха в дома на Юлия. С помощта на бабата на Юлия Алиса се прехвърли в класа на Коля.
Алиса и Юлия разпитаха тримата Коли, за да определят кой е взел четеца на мисли, но без резултат. От друга страна, след убеждението на Фима, Коля се притесняваше, че Алиса е маскиран пират или че Алиса ще го накара да млъкне, за да изпълни мисията, така че той се поколеба да предаде машината за четене на мисли на Алиса. Междувременно пиратите издирват Алиса и Коля и идват в класа, преоблечени като учител. Коля мушва машината за четене на мисли в чантата на Юлия, признава самоличността си на Алиса и бяга от класната стая. Пиратите настигат Коля и го отвличат в изоставена къща. След като научи самоличността на Алиса, целият клас тръгна да търси Коля. Машината за четене на мисли е открита от Юлия, докато взема храна от чантата си, а учениците я използват, за да прозрат лъжите на свидетелите и да открият къщата, в която се крият пиратите. След като Алиса влезе в къщата, тя пренебрегна машината за четене на мисли, защото се интересуваше от Коля, който беше измъчван и припаднал и беше отведен от пирати. Пиратите избягаха в мазето и използваха лазерни пушки, за да принудят учениците да се върнат, но в крайна сметка бяха покорени от Полина, носеща защитен щит, и ескортирани обратно в бъдещето. Алиса се сбогува със съучениците си, след като им разказва за бъдещето им.

## Снимачен екип
- Сценаристи — Кир Буличев, Павел Арсенов
- Режисьор - Павел Арсенов
- Основни оператори — Сергей Онуфриев, Сергей Ткаченко
- Сценограф — Олга Кравченя
- Композитор - Евгений Крилатов
- Песен по стихове на юрий ентин
- Режисьор - Олга Гусакова
- Държавен симфоничен оркестър на кинематографията на СССР
- Диригент - Сергей Скрипка
- Оператори — Александър Лисих, Едуард Тафел
- Директор на снимачния екип - Георгий Федянин

## В ролите
- Наталия Гусева - Алиса Селезньова
- Альоша Фомкин - Коля Герасимов
- Илюша Наумов - Фима Королев / озвучава ученик в космодрума
- Маряна Ионесян - Юлия Грибкова
- Вячеслав Невинни - Веселчак У, космически пират / Вячеслав Михайлович, служител на космодрума
- Михаил Кононов - Плъх, космически пират / Михаил Иванович, служител на космодрума
- Елена Метьолкина - Полина
- Елена Циплакова като Мария, служителка от каменната ера
- Борис Щербаков - Иван Сергеевич, служител от Древна Гърция
- Рубен Симонов като професор Гоги, сътрудник от 18 век
- Евгений Герасимов като Вертер, биоробот / козел Наполеон (глас в епизода, когато казва адреса на Алис Коля)
- Владимир Носик - дядо Павел Полосков / текст зад кадър ("съдържание на предишни епизоди")
- Юрий Григориев в ролята на професор Игор Селезнев, бащата на Алиса
- Игор Ясулович - Електрон Иванович, служител на КосмоЗоо / козел Наполеон (глас)
- Георгий Бурков - Алик Борисович, лекар
- Валентина Тализина като Мария Павловна, главна сестра
- Мария Стерникова като Шурочка, медицинска сестра
- Людмила Аринина като баба на Юлия Грибкова
- Татяна Божок - Инна Кириловна, майка на Коля Герасимов
- Екатерина Василиева - Алла Сергеевна, учител по английски език
- Вячеслав Баранов - Едуард Александрович ("Иля Муромец"), учител по физическо възпитание
- Наталия Варлей — Марта Ерастовна Скрил, треньор
- Антон Суховерко - Коля Сулима / дублаж на ученик в космодрума
- Семьон Бузган - Коля Садовски
- Альоша Муравьов - Боря Месерер
- Катя Авербах - Мила Руткевич
- Лена Коляскина - Катя Михайлова
- Маша Баукина - Албина Фетисова
- Наташа Шанаева - Лена Домбазова
- Андрей Градов - Ишутин, страхлив жител
- Светлана Харитонова – фалшивата леля на Алиса в болницата („Блъсна я! Блъсна я тролейбус!“)
- Мария Скворцова - старица на пейка
- Татяна Дасковская - изпълнение на песента "Красиво далечно"

## Римейк
През януари от 2020 г. руският продюсер Михаил Врубел обяви намерението си да заснеме римейк на "Гостенка от бъдещето" под заглавие "Сто години напред". Премиерата ще се състои на 28 декември от 2023 година.